# Неандерталь

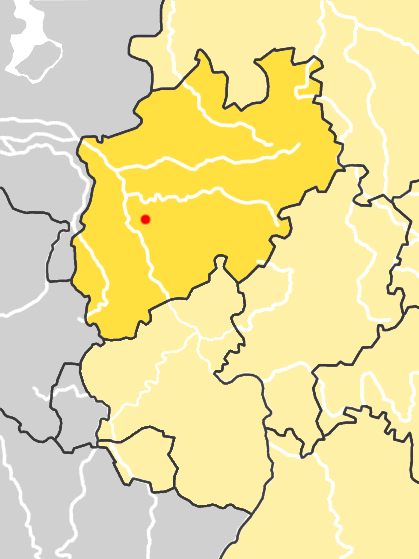
Местоположение долины на карте Германии

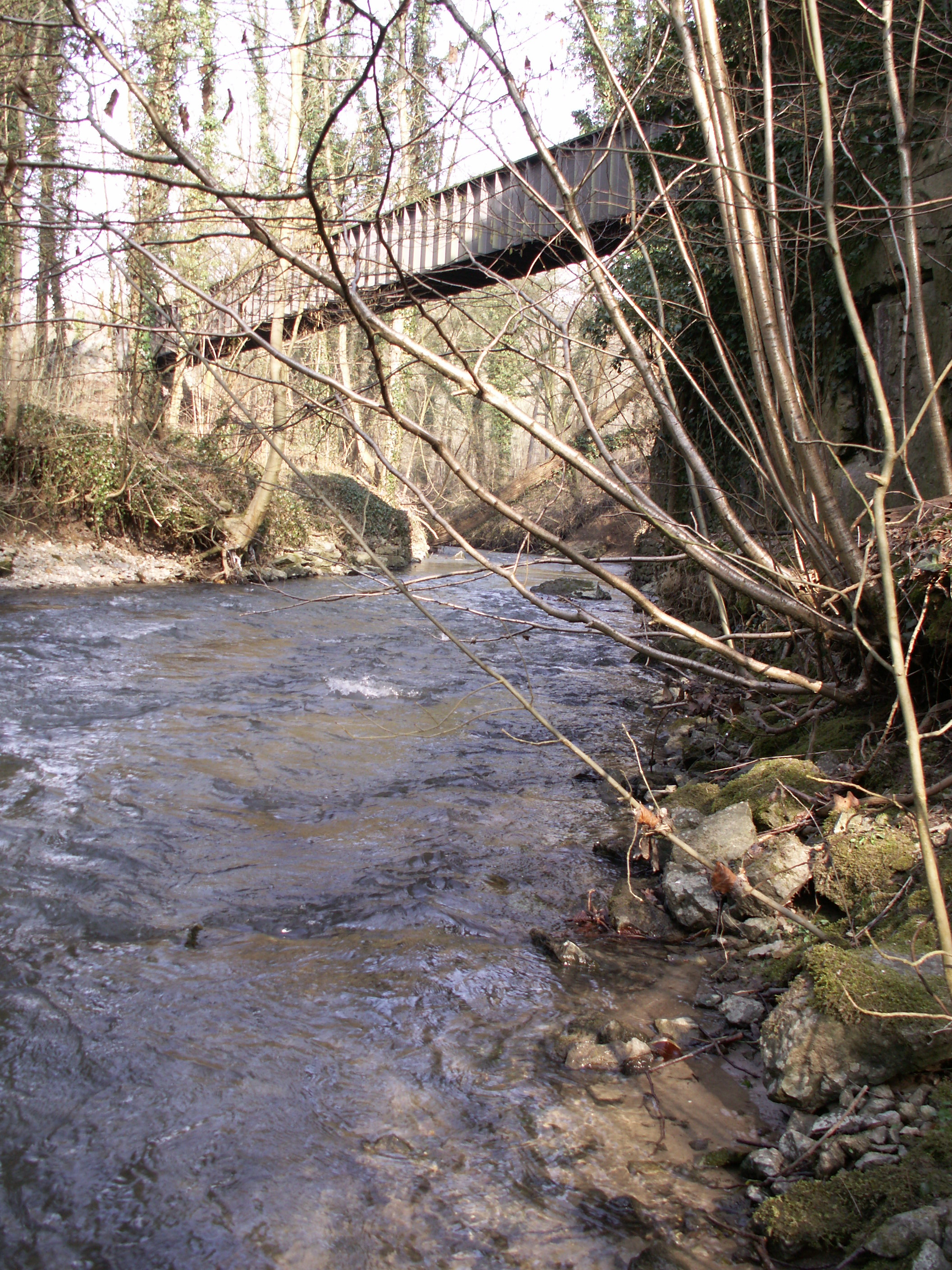
Река Дюссель в месте находки

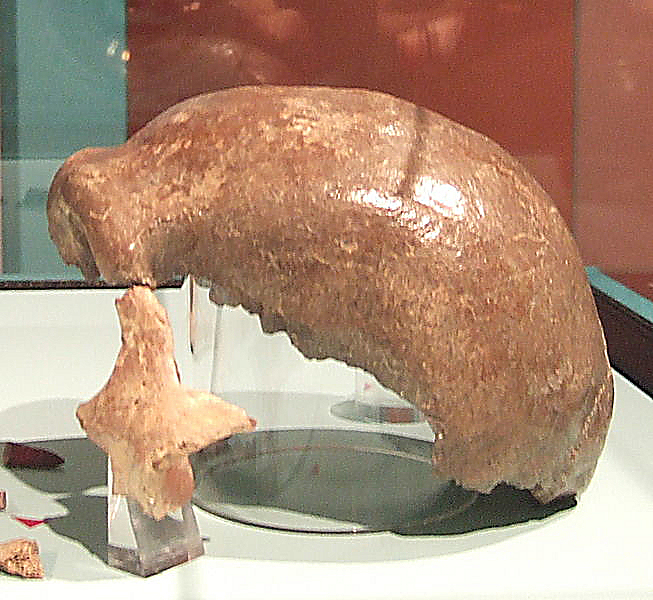
Череп неандертальца Neanderthal 1

Неа́ндерталь (нем. Neandertal) — в основном невозделанная долина на протяжении отрезка реки Дюссель на территории, относящейся к городам Эркрат и Меттман, примерно в 10 километрах западнее Дюссельдорфа. В 1856 году район стал известен благодаря находке скелета одного из представителей рода Homo, названного позднее неандертальцем.
Долина Неандерталь изначально была известняковым каньоном, широко известным своими пейзажами, водопадами и пещерами. Однако в течение XIX и XX веков промышленная разработка известняка и разрастающиеся карьеры удалили большую часть известняка и резко изменили форму долины. Именно во время таких разработок были найдены первые кости неандертальца в пещере, известной как Kleine Feldhofer Grotte. Ни скала, ни пещера, в которой находились кости, в настоящее время не существуют.

## Происхождение названия
Долина Дюссель была названа в честь церковного композитора и пастора Иоахима Неандера (с немецкого языка Neandertal буквально переводится как «долина Неандера» или долина Нового человека), который любил эту тогда ещё имевшую форму ущелья долину, проводил в ней богослужения и посвятил ей несколько своих песен.